# Kunstrijden op de Olympische Winterspelen 1988

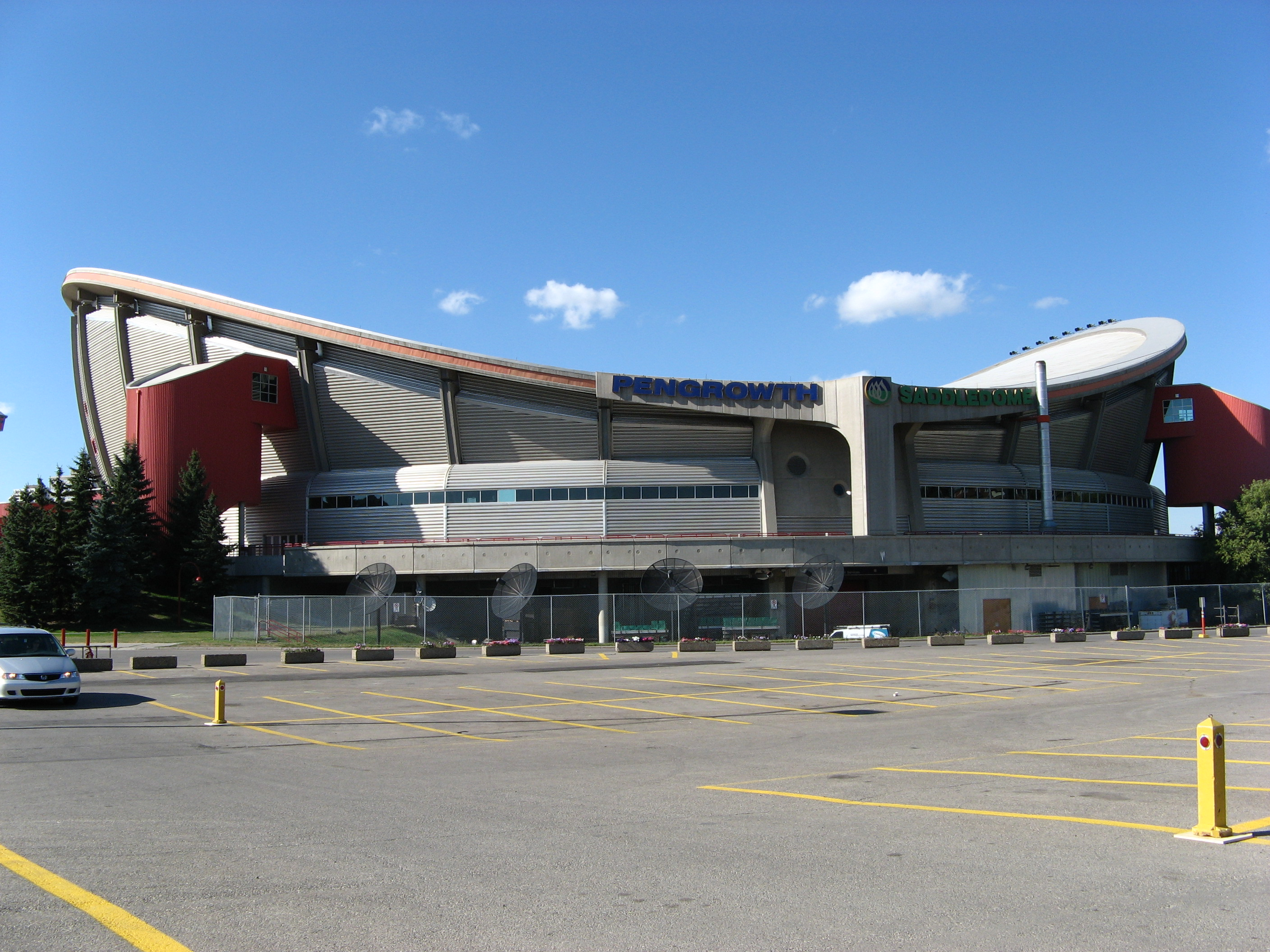
Saddledome

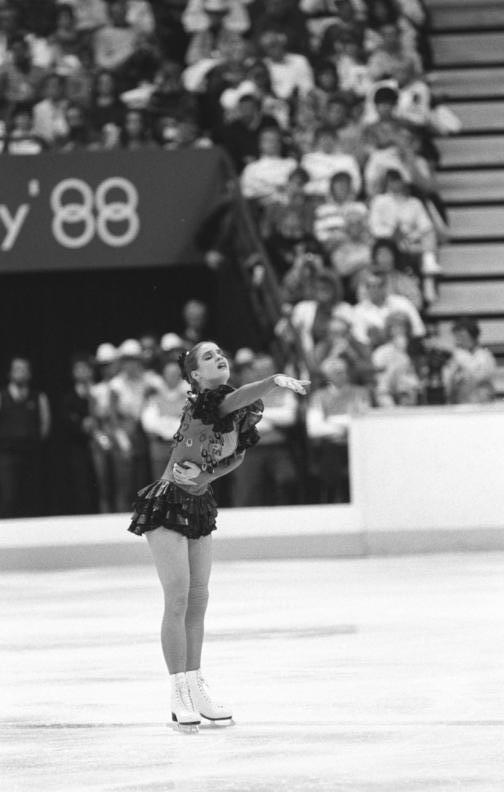
Katarina Witt

Het kunstrijden is een van de sporten die beoefend werden tijdens de Olympische Winterspelen 1988 in Calgary.

## Geschiedenis
Het was de zeventiende keer dat het kunstrijden op het olympische programma stond. In 1908 en 1920 stond het op het programma van de Olympische Zomerspelen. De wedstrijden vonden plaats van 14 tot en met 27 februari in het Olympic Saddledome.
In totaal namen 129 deelnemers (63 mannen en 66 vrouwen) uit 26 landen deel aan de vier disciplines.
Soliste Kira Ivanova en het ijsdanspaar Natalja Bestemjanova / Andrej Boekin uit de Sovjet-Unie namen voor de derde keer deel aan de olympische spelen. Acht mannen, zes vrouwen, twee paren en drie ijsdansparen namen voor de tweede keer deel. Bij de paren namen Jill Watson en Lloyd Eisler en bij het ijsdansen namen Scott Gregory, Roberto Pelizzola en Zhao Xiaolei met een andere schaatspartner deel.
Bij de vrouwen prolongeerde Katarina Witt haar olympische titel. In het mannentoernooi veroverde Brian Orser net als in 1984 de zilveren medaille. Bij de paren behaalde het paar Jelena Valova / Oleg Vassiljev na hun titel in 1984 nu de zilveren medaille. Bij het ijsdansen behaalden twee paren hun tweede olympische medaille. De zilverenmedaillewinnaars van 1984, Natalja Bestemjanova / Andrej Boekin behaalden nu de olympische titel binnen. De bronzenmedaillewinnaars, Marina Klimova / Sergej Ponomarenko, veroverden nu de zilveren medaille.

## Uitslagen
| Eindrangschikking |
| --- |
| Elk van de negen juryleden rangschikte de solisten/de paren per fase van hun te schaatsen programma van plaats 1 tot en met de laatste plaats. Deze rangschikking geschiedde op basis van het toegekende puntentotaal door het jurylid gegeven. De uiteindelijke rangschikking per fase geschiedde bij een meerderheidsplaatsing. Wanneer een deelnemer/paar als enige bij meerderheid als eerste was gerangschikt, kreeg deze de eerste plaats toebedeeld. Vervolgens werd voor elke volgende positie deze procedure herhaald, waarbij het aantal plaatsingen voor die positie werd bepaald door het aantal keren dat diezelfde positie of hogere positie werd behaald (dus, voor plaats 2 telden alle top 2 plaatsen, voor plaats 3 alle top 3 plaatsen, enz.). Wanneer geen meerderheidsplaatsing kon worden bepaald dan werd de procedure voor de volgende positie ingezet. Wanneer meerdere deelnemers een gelijk aantal meerderheidsplaatsingen hadden dan waren de beslissende factoren: 1) meerderheidsplaatsing voor de eerst volgende positie, was dit aantal ook gelijk dan waren de beslissingsfactoren: 2) de laagste som van de meerderheidsplaatsingen, 3) laagste som van plaatsingcijfers van alle juryleden. Na elke fase werd het plaatsingcijfer per fase vermenigvuldigd met een factor: bij de solisten: x0.6 (30%) voor de verplichte figuren, x0.4 (20%) voor de korte kür en x1.0 (50%) voor de vrije kür. bij de paren: x0.4 (28,57%) voor de korte kür en x1.0 (71,43%) voor de vrije kür. bij het ijsdansen: x0.6 (30%) voor de verplichte figuren, x0.4 (20%) voor de originele kür en x1.0 (50%) voor de vrije kür. De som van de factorplaatsingcijfers per fase bepaalde de eindrangschikking. Wanneer meerdere solisten/paren dezelfde factorplaatsingcijfer behaalden, was het laagste plaatsingcijfer van de vrije kür beslissend. |

### Mannen
Van 17-20 februari (verplichte figuren, korte kür en vrije kür) streden 28 mannen uit 21 landen om de medailles.
pc = som plaatsingcijfers per fase, pc/vf = plaatsingcijfer/verplichte figuren (x0.6; 30%), pc/kk = plaatsingcijfer/korte kür (x0.4; 20%), pc/vk = plaatsingcijfer/vrije kür (x1.0; 50%),
| rang   | sporter(s)            | land | pc   | pc/vf | pc/kk | pc/vk |
| ------ | --------------------- | ---- | ---- | ----- | ----- | ----- |
| Goud   | Brian Boitano         | USA  | 3.0  | 1.2   | 0.8   | 1.0   |
| Zilver | Brian Orser           | CAN  | 4.2  | 1.8   | 0.4   | 2.0   |
| Brons  | Viktor Petrenko       | URS  | 7.8  | 3.6   | 1.2   | 3.0   |
| 4      | Aleksandr Fadejev     | URS  | 8.2  | 0.6   | 3.6   | 4.0   |
| 5      | Grzegorz Filipowski   | POL  | 10.8 | 4.2   | 1.6   | 5.0   |
| 6      | Vladimir Kotin        | URS  | 13.4 | 3.0   | 2.4   | 8.0   |
| 7      | Christopher Bowman    | USA  | 13.8 | 4.8   | 2.0   | 7.0   |
| 8      | Kurt Browning         | CAN  | 15.4 | 6.6   | 2.8   | 6.0   |
| 9      | Heiko Fischer         | FRG  | 16.8 | 2.4   | 4.4   | 10.0  |
| 10     | Paul Wylie            | USA  | 19.4 | 7.2   | 3.2   | 9.0   |
| 11     | Richard Zander        | FRG  | 23.2 | 5.4   | 6.8   | 11.0  |
| 12     | Oliver Höner          | SUI  | 24.0 | 6.0   | 4.0   | 14.0  |
| 13     | Petr Barna            | TCH  | 27.0 | 9.0   | 6.0   | 12.0  |
| 14     | Lars Dresler          | DEN  | 28.2 | 8.4   | 4.8   | 15.0  |
| 15     | Axel Médéric          | FRA  | 30.4 | 7.8   | 5.6   | 17.0  |
| 16     | Neil Paterson         | CAN  | 31.4 | 10.2  | 5.2   | 16.0  |
| 17     | Makoto Kano           | JPN  | 32.0 | 11.4  | 7.6   | 13.0  |
| 18     | Paul Robinson         | GBR  | 36.0 | 9.6   | 8.4   | 18.0  |
| 19     | Cameron Medhurst      | AUS  | 37.2 | 10.8  | 6.4   | 20.0  |
| 20     | Zhang Zhubin          | CHN  | 39.4 | 13.2  | 7.2   | 19.0  |
| 21     | Alessandro Riccitelli | ITA  | 42.0 | 12.0  | 8.0   | 22.0  |
| 22     | Jung Sung-il          | KOR  | 45.0 | 14.4  | 9.6   | 21.0  |
| 23     | Michael Huth          | GDR  | 45.6 | 12.6  | 10.0  | 23.0  |
| 24     | Peter Johansson       | SWE  | 46.6 | 13.8  | 8.8   | 24.0  |
|        |                       |      |      |       |       |       |
| 25     | David Liu             | TPE  | 24.2 | 15.0  | 9.2   |       |
| 26     | Bojtsjo Aleksijev     | BUL  | 26.4 | 15.6  | 10.8  |       |
| 27     | Riccardo Olavarrieta  | MEX  | 27.2 | 16.8  | 10.4  |       |
| 28     | Ho Gang               | PRK  | 27.4 | 16.2  | 11.2  |       |

### Vrouwen
Van 24-27 februari (verplichte figuren, korte kür en vrije kür) streden 31 vrouwen uit 23 landen om de medailles.
pc = som plaatsingcijfers per fase, pc/vf = plaatsingcijfer/verplichte figuren (x0.6; 30%), pc/kk = plaatsingcijfer/korte kür (x0.4; 20%), pc/vk = plaatsingcijfer/vrije kür (x1.0; 50%),
| rang   | sporter(s)       | land | pc   | pc/vf | pc/kk | pc/vk  |
| ------ | ---------------- | ---- | ---- | ----- | ----- | ------ |
| Goud   | Katarina Witt    | GDR  | 4.2  | 1.8   | 0.4   | 2.0    |
| Zilver | Elizabeth Manley | CAN  | 4.6  | 2.4   | 1.2   | 1.0    |
| Brons  | Debi Thomas      | USA  | 6.0  | 1.2   | 0.8   | 4.0    |
| 4      | Jill Trenary     | USA  | 10.4 | 3.0   | 2.4   | 5.0    |
| 5      | Midori Ito       | JPN  | 10.6 | 6.0   | 1.6   | 3.0    |
| 6      | Claudia Leistner | FRG  | 13.2 | 3.6   | 3.6   | 6.0    |
| 7      | Kira Ivanova     | URS  | 13.6 | 0.6   | 4.0   | 9.0    |
| 8      | Anna Kondracheva | URS  | 15.2 | 5.4   | 2.8   | 7.0    |
| 9      | Simone Koch      | GDR  | 19.6 | 8.4   | 3.2   | 8.0    |
| 10     | Marina Kielmann  | FRG  | 21.6 | 7.2   | 4.4   | 10.0   |
| 11     | Beatrice Gelmini | ITA  | 26.8 | 9.0   | 6.8   | 11.0   |
| 12     | Joanne Conway    | GBR  | 28.0 | 4.8   | 7.2   | 16.0   |
| 13     | Charlene Wong    | CAN  | 29.4 | 10.8  | 5.6   | 13.0   |
| 14     | Junko Yaginuma   | JPN  | 29.6 | 9.6   | 6.0   | 14.0   |
| 15     | Stefanie Schmid  | SUI  | 31.0 | 12.6  | 6.4   | 12.0   |
| 16     | Agnès Gosselin   | FRA  | 34.2 | 7.8   | 8.4   | 18.0   |
| 17     | Katrien Pauwels  | BEL  | 34.6 | 6.6   | 8.0   | 20.0   |
| 18     | Yvonne Gómez     | ESP  | 34.8 | 10.2  | 7.6   | 17.0   |
| 19     | Tamara Téglássy  | HUN  | 35.2 | 11.4  | 8.8   | 18.0   |
| 20     | Iveta Voralová   | TCH  | 37.0 | 13.2  | 4.8   | 19.0   |
| 21     | Lotta Falkenbäck | SWE  | 41.2 | 15.0  | 5.2   | 21.0   |
| 22     | Željka Čižmešija | YUG  | 44.0 | 12.0  | 10.0  | 22.0   |
| 23     | Gina Fulton      | GBR  | 47.0 | 14.4  | 9.6   | 23.0   |
| 24     | Caryn Kadavy     | USA  | 6.2  | 4.2   | 2.0   | t.z.t. |
|        |                  |      |      |       |       |        |
| 25     | Tracy Brook      | AUS  | 24.8 | 15.6  | 9.2   |        |
| 26     | Jiang Yibing     | CHN  | 25.0 | 13.8  | 11.2  |        |
| 27     | Byun Sung-jin    | KOR  | 28.2 | 16.2  | 12.0  |        |
| 28     | Petja Gavazova   | BUL  | 28.4 | 18.0  | 10.4  |        |
| 29     | Pauline Lee      | TPE  | 29.0 | 17.4  | 11.6  |        |
| 30     | Diana Encinas    | MEX  | 29.2 | 16.8  | 12.4  |        |
| 31     | Kim Song-suk     | PRK  | 29.4 | 18.6  | 10.8  |        |

### Paren
Van 14-16 februari (korte kür en vrije kür) streden 15 paren uit acht landen om de medailles.
pc = som plaatsingcijfers per fase, pc/kk = plaatsingcijfer/korte kür (x0.4; 28,57%), pc/vk = plaatsingcijfer/vrije kür (x1.0; 71,43%),
| rang   | sporter(s)                            | land | pc   | pc/kk | pc/vk  |
| ------ | ------------------------------------- | ---- | ---- | ----- | ------ |
| Goud   | Jekaterina Gordejeva / Sergej Grinkov | URS  | 1.4  | 0.4   | 1.0    |
| Zilver | Jelena Valova / Oleg Vassiljev        | URS  | 2.8  | 0.8   | 2.0    |
| Brons  | Jill Watson / Peter Oppegard          | USA  | 4.2  | 1.2   | 3.0    |
| 4      | Larisa Seleznova / Oleg Makarov       | URS  | 6.4  | 2.4   | 4.0    |
| 5      | Gillian Wachsman / Todd Waggoner      | USA  | 6.6  | 1.6   | 5.0    |
| 6      | Denise Benning / Lyndon Johnston      | CAN  | 9.0  | 2.0   | 7.0    |
| 7      | Peggy Schwarz / Alexander König       | GDR  | 10.4 | 4.4   | 6.0    |
| 8      | Christine Hough / Doug Ladret         | CAN  | 11.2 | 3.2   | 8.0    |
| 9      | Isabelle Brasseur / Lloyd Eisler      | CAN  | 11.8 | 2.8   | 9.0    |
| 10     | Kim Seybold / Wayne Seybold           | USA  | 14.0 | 4.0   | 10.0   |
| 11     | Brigitte Groh / Holger Maletz         | FRG  | 16.2 | 5.2   | 11.0   |
| 12     | Cheryl Peake / Andrew Naylor          | GBR  | 16.8 | 4.8   | 12.0   |
| 13     | Lisa Cushley / Neil Cushley           | GBR  | 18.6 | 5.6   | 13.0   |
| 14     | Mei Zhibin / Li Wei                   | CHN  | 20.0 | 6.0   | 14.0   |
| -      | Lenka Knapová / René Novotný          | TCH  |      | 3.6   | t.z.t. |

### IJsdansen
Van 21-23 februari (verplichte figuren, originele kür en vrije kür) streden 20 ijsdansparen uit veertien landen om de medailles.
pc = som plaatsingcijfers per fase, pc/vf = plaatsingcijfer/verplichte figuren (x0.6; 30%), pc/ok = plaatsingcijfer/originele kür (x0.4; 20%), pc/vk = plaatsingcijfer/vrije kür (x1.0; 50%),
| rang   | sporter(s)                            | land | pc   | pc/vf | pc/ok | pc/vk |
| ------ | ------------------------------------- | ---- | ---- | ----- | ----- | ----- |
| Goud   | Natalja Bestemjanova / Andrej Boekin  | URS  | 2.0  | 0.6   | 0.4   | 1.0   |
| Zilver | Marina Klimova / Sergei Ponomarenko   | URS  | 4.0  | 1.2   | 0.8   | 2.0   |
| Brons  | Tracey Wilson / Robert McCall         | CAN  | 6.0  | 1.8   | 1.2   | 3.0   |
| 4      | Natalia Annenko / Genrich Sretensky   | URS  | 8.0  | 2.4   | 1.6   | 4.0   |
| 5      | Kathrin Beck / Christoff Beck         | AUT  | 10.0 | 3.0   | 2.0   | 5.0   |
| 6      | Suzanne Semanick / Scott Gregory      | USA  | 12.0 | 3.6   | 2.4   | 6.0   |
| 7      | Klára Engi / Attila Tóth              | HUN  | 14.0 | 4.2   | 2.8   | 7.0   |
| 8      | Isabelle Duchesnay / Paul Duchesnay   | FRA  | 16.0 | 4.8   | 3.2   | 8.0   |
| 9      | Antonia Becherer / Ferdinand Becherer | FRG  | 18.0 | 5.4   | 3.6   | 9.0   |
| 10     | Lia Trovati / Roberto Pelizzola       | ITA  | 20.0 | 6.0   | 4.0   | 10.0  |
| 11     | Susie Wynne / Joseph Druar            | USA  | 22.0 | 6.6   | 4.4   | 11.0  |
| 12     | Karyn Garossino / Rodney Garossino    | CAN  | 24.0 | 7.2   | 4.8   | 12.0  |
| 13     | Sharon Jones / Paul Askham            | GBR  | 26.0 | 7.8   | 5.2   | 13.0  |
| 14     | Corinne Paliard / Didier Courtois     | FRA  | 28.6 | 9.0   | 5.6   | 14.0  |
| 15     | Viera Řeháková / Ivan Havránek        | TCH  | 29.4 | 8.4   | 6.0   | 15.0  |
| 16     | Melanie Cole / Michael Farrington     | CAN  | 32.0 | 9.6   | 6.4   | 16.0  |
| 17     | Honorata Górna / Andrzej Dostatni     | POL  | 34.0 | 10.2  | 6.8   | 17.0  |
| 18     | Tomoko Tanaka / Hiroyuki Suzuki       | JPN  | 36.0 | 10.8  | 7.2   | 18.0  |
| 19     | Liu Luyang / Zhao Xiaolei             | CHN  | 38.0 | 11.4  | 7.6   | 19.0  |
| 20     | Monica MacDonald / Rodney Clarke      | AUS  | 40.0 | 12.0  | 8.0   | 20.0  |

## Medaillespiegel
| rang | land             | Goud | Zilver | Brons | totaal |
| ---- | ---------------- | ---- | ------ | ----- | ------ |
| 1    | Sovjet-Unie      | 2    | 2      | 1     | 5      |
| 2    | Verenigde Staten | 1    | 0      | 2     | 3      |
| 3    | DDR              | 1    | 0      | 0     | 1      |
| 4    | Canada           | 0    | 2      | 1     | 3      |
|      |                  | 4    | 4      | 4     | 12     |

Londen 1908 · 
Antwerpen 1920 · 
Chamonix 1924 · 
St. Moritz 1928 · 
Lake Placid 1932 · 
Garmisch-Partenkirchen 1936 · 
St. Moritz 1948 · 
Oslo 1952 · 
Cortina d'Ampezzo 1956 · 
Squaw Valley 1960 · 
Innsbruck 1964 · 
Grenoble 1968 · 
Sapporo 1972 · 
Innsbruck 1976 · 
Lake Placid 1980 · 
Sarajevo 1984 · 
Calgary 1988 · 
Albertville 1992 · 
Lillehammer 1994 · 
Nagano 1998 · 
Salt Lake City 2002 · 
Turijn 2006 · 
Vancouver 2010 · 
Sotsji 2014 · 
Pyeongchang 2018 · 
Peking 2022
Olympische medaillewinnaars
Alpineskiën · Biatlon · Bobsleeën · Curling (demonstratie) · Freestyleskiën (demonstratie) · Kunstrijden · Langlaufen · Noordse combinatie · Rodelen · Schaatsen · Schansspringen · Shorttrack (demonstratie) · IJshockey